# دوبرويي (بلاغويفغراد)
دوبرويي (Добре) هي مدينة في مقاطعة بلاغويفغراد في أوكرانيا.
يبلغ عدد سكانها حوالي 3350   نسمة.